# Осока высокая
Осо́ка высо́кая (лат. Carex elata) — многолетнее травянистое растение, вид рода Осока (Carex) семейства Осоковые (Cyperaceae).

## Ботаническое описание

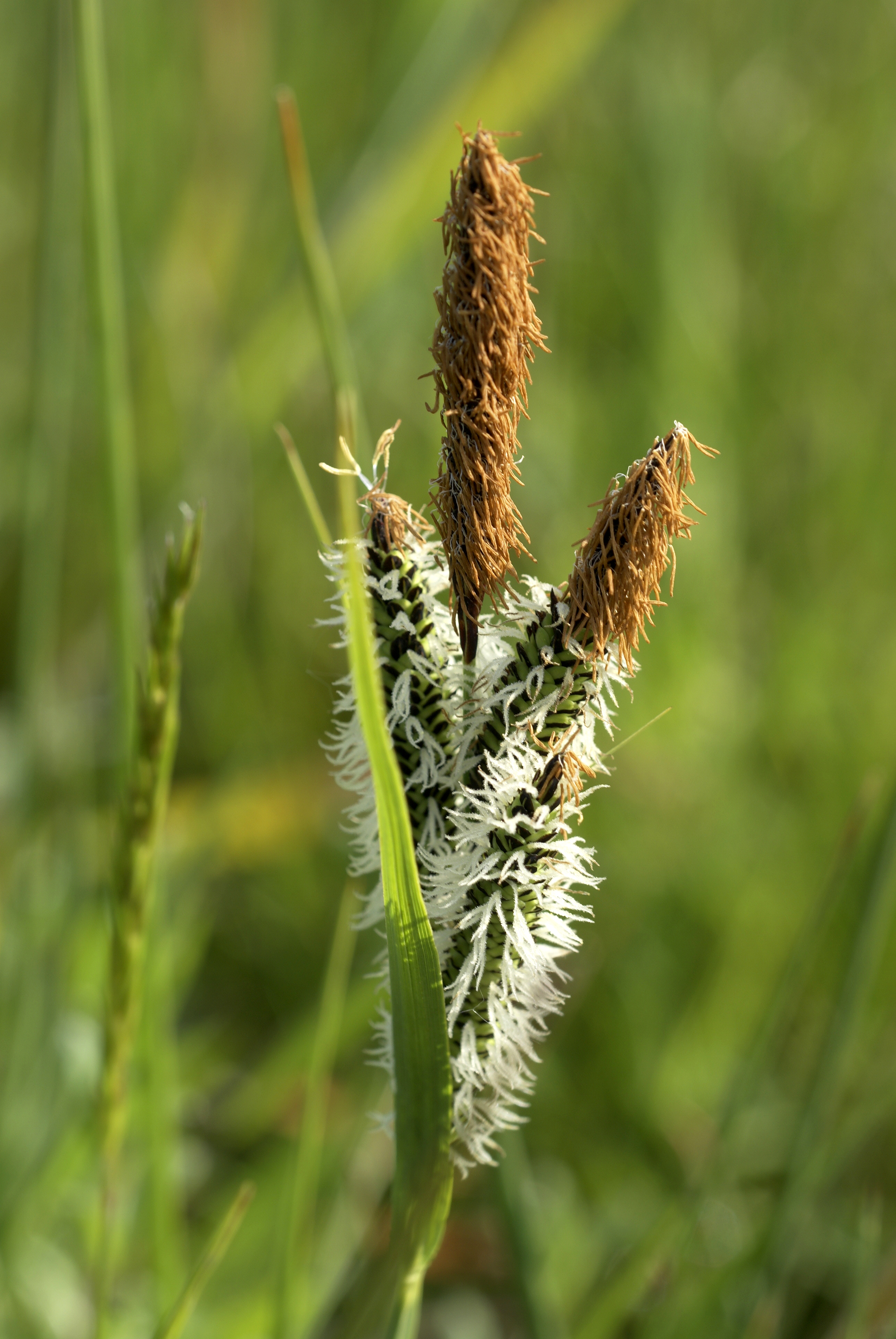
Соцветие, Бельгия

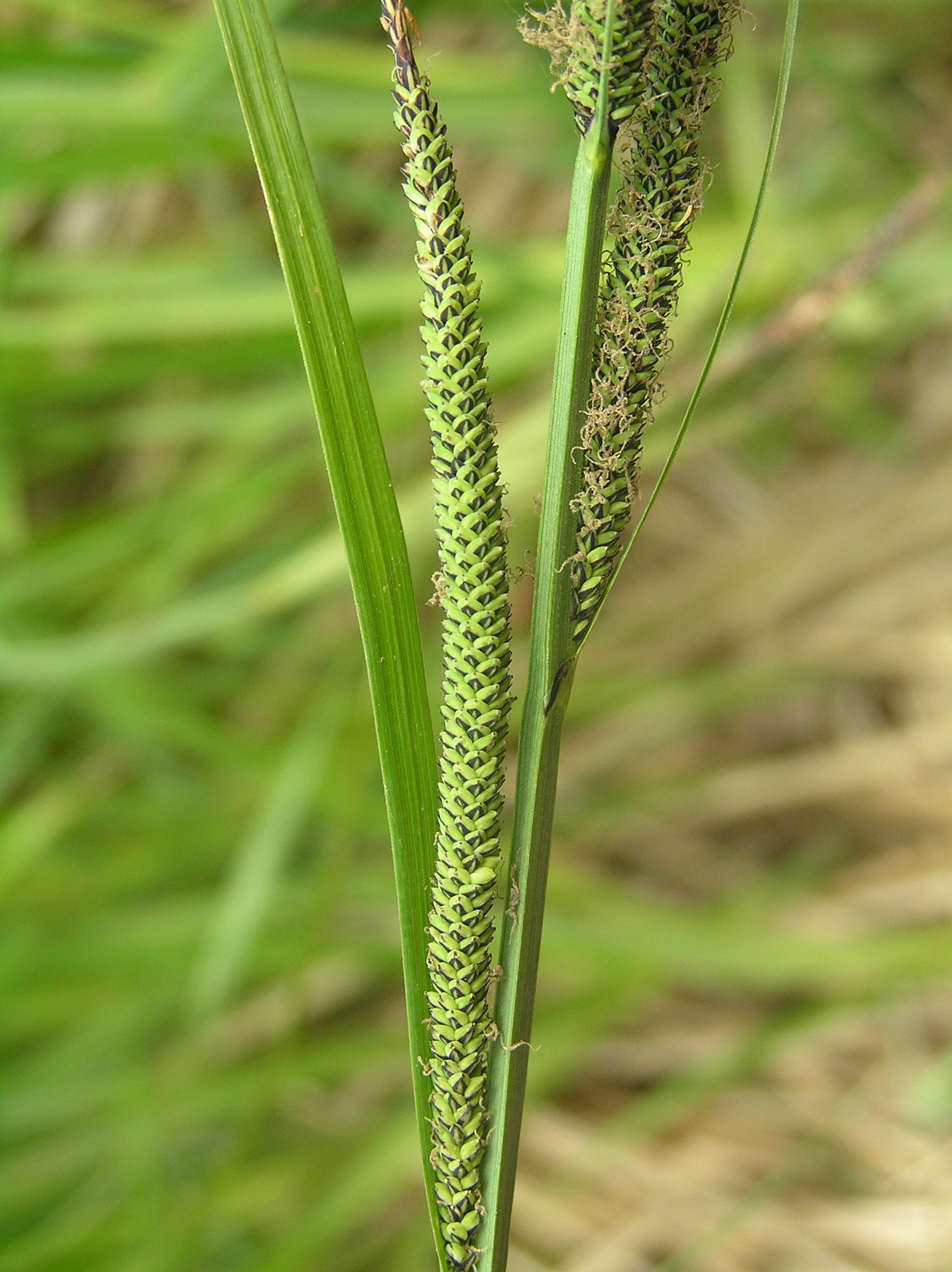
Плоды, Чешская Республика

Серо-зелёное жёсткое растение с корневищем с серовато-беловатыми волосками, образующим кочки.
Стебли прямые, крепкие, вогнуто-трёхгранные, шероховатые, (45)50—100 см высотой, окружены при основании светло(соломенно)-жёлтыми или желтовато-буроватыми, широкими, глянцевитыми, килеватыми чешуевидными влагалищами листьев с волокнисто расщепляющейся перепончатой частью.
Листья жёсткие, торчащие, килеватые, снизу рыхловатые, сетчатые, кверху возможно сложенные, с краем отогнутым вниз, 3—5(6) мм шириной, постепенно заострённые.
Верхние 1—2 колоска тычиночные, линейно-цилиндрические, 3—6(7) см длиной; остальные 2—3 — пестичные, цилиндрические, (2)4—6 см длиной, верхние обычно наверху с тычиночными цветками, сидячие, нижний — на короткой ножке. Чешуи ланцетные, островатые или притуплённые, чёрно-бурые, могут быть с неясной светлой серединой, с зеленоватым килем, равные мешочкам или короче их, нередко превышающие их, но раза в два у́же. Мешочки эллиптические или яйцевидные, (2,5)3,5—4 мм длиной, плоско-выпуклые, сизовато-, позже буровато- или желтовато-зелёные, могут быть кверху бурыми, с 5—7 светлыми выступающими жилками и боковыми рёбрышками или без жилок, на короткой ножке, почти сидячие, с коротким цельным носиком. Нижний кроющий лист короче или немного длиннее своего колоска.
Плодоносит в мае—июле.
Число хромосом 2n=74, 76, 74—78, 80.
Вид описан из Италии. Подвид Carex elata subsp. omskiana (Meinsh.) Jalas описан из Западной Сибири (окрестности Омска).

## Распространение
Европа; Прибалтика; Европейская часть России: все районы, кроме низовий Волги; Беларусь; Молдова; Украина: все районы, кроме Крыма; Кавказ: Присулакская низменность, запад и центр Большого Кавказа (очень редко), Армения (Лорийское плато), Грузия, бассейн озера Севан; Западная Сибирь: бассейн Оби (юг), верховья Тобола, бассейн Иртыша; Восточная Сибирь: бассейн верхнего течения Ангары; Западная Азия: Северо-Западная и Восточная Турция, Северо-Восточный Ирак, Иран; Северная Африка.
Растёт на осоково-моховых и низинных осоковых болотах, по заболоченным берегам водоёмов, болотистым лугам, иногда в заболоченных разреженных лесах; на равнине и в горах (до среднего пояса).

## Систематика
В пределах вида выделяются четыре подвида:
- Carex elata subsp. elata — Европа, Западная Азия, Северная Африка
- Carex elata subsp. omskiana (Meinsh.) Jalas — Осока омская; Европа, Сибирь, Западная Азия
- Carex elata subsp. reuteriana (Boiss.) Luceco & Aedo — Испания
- Carex elata subsp. tartessiana Luceco & Aedo — Испания

## Практическое значение
Осока омская в силосованном виде даёт хороший корм для крупного рогатого скота.